# Liga de Ascenso 2009/10
Die Spielzeit 2009/10 war die Eröffnungssaison der Liga de Ascenso, der neuen zweiten Fußballliga Mexikos. Erster Meister wurde der im Vorjahr aus der Primera División abgestiegene Club Necaxa, der sowohl das Torneo Apertura 2009 als auch das Torneo Bicentenario 2010 gewann und sich somit die Rückkehr in die erste Fußballliga Mexikos sichern konnte. Einen Absteiger gab es in dieser Saison nicht, da die Liga in der Saison 2010/11 um eine Mannschaft (Altamira FC) auf 18 Teilnehmer erweitert werden sollte. Aufsteiger Necaxa wurde durch den Absteiger CF Indios ersetzt.

## Vorgeschichte
Liga de Ascenso ist die dritte Bezeichnung für die zweite Fußballliga Mexikos. Sie wurde ursprünglich in der Saison 1950/51 als Segunda División eingeführt und unter dieser Bezeichnung bis zur Saison 1993/94 ausgetragen. Zwischen 1994/95 und 2008/09 trat an ihre Stelle die neu formierte Primera División 'A', mit deren Einführung die Segunda División zwar nicht aufgelöst wurde, aber de facto zur dritthöchsten Spielklasse degradiert wurde. Die Primera División 'A' war über weite Strecken gekennzeichnet durch eine Vielzahl von Lizenzverschiebungen und Aufstockungen, durch die die Attraktivität der Liga beim Publikum erheblich nachgelassen hatte. So nahmen in deren letzter Saison 27 Mannschaften teil, die nach sonderbaren Kriterien in drei Gruppen zusammengestellt wurden. Einige Mannschaften besaßen ein grundsätzliches Recht, bei entsprechendem sportlichen Erfolg in die Primera División aufsteigen zu dürfen, während dies anderen Mannschaften von vornherein verwehrt blieb. Um einen Ausweg aus diesem Dilemma zu finden, wurde die Systematik grundlegend überholt und der Liga ein neuer Name gegeben. Die Liga de Ascenso war geboren und erlebte in der Saison 2009/10 ihre Premiere.

## Tabellen 2009/10
Die zweite mexikanische Fußballliga wird zwar als Rundenturnier ausgetragen (alle teilnehmenden Mannschaften stehen sich zweimal pro Saison in je einem Heim- und Auswärtsspiel gegenüber), doch wird nicht die Gesamtsaisontabelle zur Kürung des Meisters und späteren Aufsteigers herangezogen, sondern es werden zwei Meisterschaften pro Halbsaison (Apertura und Clausura) ausgetragen und die Meister (nach US-amerikanischem Vorbild) in Liguillas ermittelt. In Mexiko stehen sich diese beiden Halbjahresmeister am Saisonende in einem großen Aufstiegsfinale gegenüber, weil pro Saison nur eine Mannschaft auf- und absteigt, was in dieser Saison jedoch nicht erforderlich war, da Necaxa beide Turniere gewann und sich den Aufstieg somit vorzeitig gesichert hatte. Es kann bei diesem Verfahren, das materiellen Verdienstmöglichkeiten geschuldet ist, allerdings vorkommen, dass nicht zwangsläufig die beste Mannschaft der vergangenen Saison aufsteigt. Weil die entsprechenden Halbjahrestabellen (einschließlich des kompletten Spielplans) in der unten genannten Website der RSSSF nachzulesen sind, soll hier auf eine nochmalige Wiedergabe dieser Daten verzichtet werden. Vielmehr werden nachstehend die Tabellen veröffentlicht, die etwas über die wahre Saisonleistung der einzelnen Mannschaften aussagen und ansonsten im Internet nur schwer zu finden sind. Wie man diesen Tabellen entnehmen kann, ist Necaxa ein würdiger Aufsteiger, da der Verein auch die punktbeste Mannschaft der Saison stellte.

### Gesamtjahrestabelle 2009/10
| Pl. | Verein                | Sp. | S  | U  | N  | Tore    | Diff. | Punkte |
| --- | --------------------- | --- | -- | -- | -- | ------- | ----- | ------ |
| 1.  | Necaxa                | 32  | 16 | 12 | 4  | 048:310 | +17   | 60     |
| 2.  | Club León             | 32  | 16 | 7  | 9  | 052:390 | +13   | 55     |
| 3.  | CD Irapuato           | 32  | 16 | 7  | 9  | 049:360 | +13   | 55     |
| 4.  | Lobos de la BUAP      | 32  | 15 | 7  | 10 | 036:350 | +1    | 52     |
| 5.  | Cruz Azul Hidalgo     | 32  | 13 | 9  | 10 | 038:360 | +2    | 48     |
| 6.  | Club Tijuana          | 32  | 13 | 8  | 11 | 042:290 | +13   | 47     |
| 7.  | Pumas Morelos         | 32  | 12 | 11 | 9  | 042:350 | +7    | 47     |
| 8.  | Mérida FC             | 32  | 11 | 13 | 8  | 039:290 | +10   | 46     |
| 9.  | Dorados de Sinaloa    | 32  | 13 | 6  | 13 | 041:420 | −1    | 45     |
| 10. | UAT Correcaminos      | 32  | 13 | 4  | 15 | 040:390 | +1    | 43     |
| 11. | CF La Piedad          | 32  | 12 | 7  | 13 | 038:400 | −2    | 43     |
| 12. | CD Veracruz           | 32  | 12 | 7  | 13 | 036:390 | −3    | 43     |
| 13. | Atlante UTN           | 32  | 10 | 11 | 11 | 048:470 | +1    | 41     |
| 14. | Albinegros de Orizaba | 32  | 7  | 14 | 11 | 031:360 | −5    | 35     |
| 15. | Alacranes de Durango  | 32  | 9  | 8  | 15 | 043:520 | −9    | 35     |
| 16. | UdeG                  | 32  | 5  | 11 | 16 | 026:490 | −23   | 26     |
| 17. | Guerreros FC          | 32  | 4  | 8  | 20 | 017:520 | −35   | 20     |

### Die Heim- und Auswärtstabellen
Der Club Necaxa als heimstärkste Mannschaft blieb als einziges Team zu Hause unbesiegt, während der Guerreros de Hermosillo FC auswärtsschwächstes Team war und zugleich die einzige Mannschaft, die in der Fremde sieglos blieb. Der Club Albinegros de Orizaba trug 14 seiner insgesamt 16 Heimspiele im mehr als 200 Kilometer entfernten Veracruz aus und war dort dennoch wesentlich stärker als bei echten Auswärtsspielen, in denen für das Team aus Orizaba nicht viel zu holen war. Lediglich die zwei letzten Heimspiele wurden im eigenen Estadio Socum ausgetragen, in das man anlässlich des Derbys gegen den CD Veracruz zurückgekehrt war und das die Weiß-Schwarzen prompt mit 3:1 gewannen. Auch das anschließende und letzte Heimspiel der Saison gegen den Club Alacranes (1:1) wurde im Estadio Socum ausgetragen.
| Pl. | Verein                | Sp. | S  | U | N | Tore    | Diff. | Punkte |
| --- | --------------------- | --- | -- | - | - | ------- | ----- | ------ |
| 1.  | Necaxa                | 16  | 11 | 5 | 0 | 031:130 | +18   | 38     |
| 2.  | CD Irapuato           | 16  | 12 | 1 | 3 | 029:120 | +17   | 37     |
| 3.  | Club León             | 16  | 12 | 1 | 3 | 032:160 | +16   | 37     |
| 4.  | Cruz Azul Hidalgo     | 16  | 10 | 5 | 1 | 025:800 | +17   | 35     |
| 5.  | Club Tijuana          | 16  | 9  | 4 | 3 | 026:100 | +16   | 31     |
| 6.  | Mérida FC             | 16  | 8  | 6 | 2 | 022:800 | +14   | 30     |
| 7.  | Lobos de la BUAP      | 16  | 9  | 3 | 4 | 023:180 | +5    | 30     |
| 8.  | CD Veracruz           | 16  | 8  | 5 | 3 | 024:120 | +12   | 29     |
| 9.  | Dorados de Sinaloa    | 16  | 9  | 1 | 6 | 023:190 | +4    | 28     |
| 10. | Albinegros de Orizaba | 16  | 6  | 8 | 2 | 022:180 | +4    | 26     |
| 11. | CF La Piedad          | 16  | 7  | 4 | 5 | 025:180 | +7    | 25     |
| 12. | UAT Correcaminos      | 16  | 7  | 4 | 5 | 023:170 | +6    | 25     |
| 13. | Pumas Morelos         | 16  | 6  | 7 | 3 | 016:110 | +5    | 25     |
| 14. | Atlante UTN           | 16  | 6  | 6 | 4 | 028:230 | +5    | 24     |
| 15. | Alacranes de Durango  | 16  | 4  | 4 | 8 | 026:320 | −6    | 16     |
| 16. | Guerreros FC          | 16  | 4  | 4 | 8 | 009:150 | −6    | 16     |
| 17. | UdeG                  | 16  | 1  | 7 | 8 | 012:200 | −8    | 10     |

| Pl. | Verein                | Sp. | S | U | N  | Tore    | Diff. | Punkte |
| --- | --------------------- | --- | - | - | -- | ------- | ----- | ------ |
| 1.  | Pumas Morelos         | 16  | 6 | 4 | 6  | 026:240 | +2    | 22     |
| 2.  | Necaxa                | 16  | 5 | 7 | 4  | 017:180 | −1    | 22     |
| 3.  | Lobos de la BUAP      | 16  | 6 | 4 | 6  | 013:170 | −4    | 22     |
| 4.  | Alacranes de Durango  | 16  | 5 | 4 | 7  | 017:200 | −3    | 19     |
| 5.  | Club León             | 16  | 4 | 6 | 6  | 020:230 | −3    | 18     |
| 6.  | CD Irapuato           | 16  | 4 | 6 | 6  | 020:240 | −4    | 18     |
| 7.  | UAT Correcaminos      | 16  | 6 | 0 | 10 | 017:220 | −5    | 18     |
| 8.  | CF La Piedad          | 16  | 5 | 3 | 8  | 013:220 | −9    | 18     |
| 9.  | Atlante UTN           | 16  | 4 | 5 | 7  | 020:240 | −4    | 17     |
| 10. | Dorados de Sinaloa    | 16  | 4 | 5 | 7  | 018:230 | −5    | 17     |
| 11. | Club Tijuana          | 16  | 4 | 4 | 8  | 016:190 | −3    | 16     |
| 12. | Mérida FC             | 16  | 3 | 7 | 6  | 017:210 | −4    | 16     |
| 13. | UdeG                  | 16  | 4 | 4 | 8  | 014:290 | −15   | 16     |
| 14. | CD Veracruz           | 16  | 4 | 2 | 10 | 012:270 | −15   | 14     |
| 15. | Cruz Azul Hidalgo     | 16  | 3 | 4 | 9  | 013:280 | −15   | 13     |
| 16. | Albinegros de Orizaba | 16  | 1 | 6 | 9  | 009:180 | −9    | 09     |
| 17. | Guerreros FC          | 16  | 0 | 4 | 12 | 008:370 | −29   | 04     |

### Kreuztabelle zur Saison 2009/10
Die Kreuztabelle stellt die Ergebnisse aller Spiele dieser Saison dar. Der Name der Heimmannschaft ist in der linken Spalte, das Logo der Gastmannschaft in der oberen Zeile aufgelistet.
| 2009/10               | Necaxa | León | IRA | LOB | Cruz Azul Hidalgo | TIJ | Pumas Morelos | Mérida | DOR | COR | La Piedad | CD Veracruz | Potros Neza | Orizaba | Durango | UDG | GUE |
| --------------------- | ------ | ---- | --- | --- | ----------------- | --- | ------------- | ------ | --- | --- | --------- | ----------- | ----------- | ------- | ------- | --- | --- |
| Necaxa                |        | 2:1  | 3:1 | 2:2 | 1:0               | 3:2 | 2:1           | 1:0    | 2:2 | 2:1 | 0:0       | 1:0         | 5:1         | 0:0     | 2:1     | 1:1 | 4:0 |
| Club León             | 1:3    |      | 3:2 | 2:0 | 5:1               | 2:1 | 2:1           | 2:0    | 2:2 | 2:0 | 1:3       | 3:0         | 2:1         | 1:0     | 0:2     | 2:0 | 2:0 |
| CD Irapuato           | 0:1    | 0:0  |     | 2:1 | 1:2               | 1:0 | 2:1           | 2:1    | 3:1 | 1:3 | 1:0       | 4:0         | 2:1         | 1:0     | 2:0     | 3:1 | 4:0 |
| Lobos de la BUAP      | 1:0    | 3:2  | 2:2 |     | 0:1               | 2:0 | 1:3           | 1:0    | 1:0 | 2:1 | 2:1       | 2:2         | 1:1         | 0:3     | 1:0     | 1:2 | 3:0 |
| Cruz Azul Hidalgo     | 2:0    | 1:1  | 2:0 | 2:0 |                   | 1:2 | 1:1           | 0:0    | 2:1 | 1:0 | 3:0       | 3:1         | 2:1         | 1:0     | 1:1     | 0:0 | 3:0 |
| Club Tijuana          | 3:0    | 1:1  | 0:0 | 2:0 | 4:0               |     | 0:1           | 0:1    | 1:0 | 0:1 | 1:1       | 1:0         | 0:0         | 3:1     | 3:2     | 4:2 | 3:0 |
| Pumas Morelos         | 1:1    | 1:2  | 1:0 | 0:0 | 2:0               | 2:1 |               | 1:1    | 0:1 | 1:0 | 0:1       | 1:0         | 2:2         | 1:1     | 2:0     | 0:0 | 1:1 |
| Mérida FC             | 0:0    | 2:0  | 1:1 | 2:0 | 1:0               | 0:0 | 2:0           |        | 2:1 | 0:2 | 4:0       | 0:0         | 2:2         | 1:1     | 2:0     | 0:1 | 3:0 |
| Dorados de Sinaloa    | 3:1    | 1:2  | 2:2 | 0:2 | 2:1               | 0:1 | 3:2           | 2:1    |     | 2:0 | 1:2       | 1:0         | 1:4         | 1:0     | 0:1     | 2:0 | 2:0 |
| UAT Correcaminos      | 0:0    | 3:2  | 0:1 | 1:2 | 1:1               | 1:0 | 2:1           | 1:1    | 0:1 |     | 3:1       | 0:2         | 2:1         | 3:1     | 1:2     | 4:0 | 1:1 |
| CF La Piedad          | 1:1    | 0:2  | 3:1 | 1:2 | 0:2               | 1:0 | 1:2           | 2:2    | 2:1 | 4:1 |           | 2:0         | 2:2         | 2:0     | 0:2     | 4:0 | 0:0 |
| CD Veracruz           | 1:2    | 3:0  | 2:1 | 2:0 | 4:0               | 1:1 | 0:0           | 2:2    | 0:1 | 1:0 | 1:0       |             | 0:1         | 1:0     | 2:2     | 3:1 | 1:1 |
| Atlante UTN           | 1:1    | 1:1  | 1:2 | 1:2 | 1:1               | 1:1 | 3:4           | 1:1    | 4:1 | 2:1 | 0:2       | 3:0         |             | 2:2     | 2:1     | 3:2 | 2:1 |
| Albinegros de Orizaba | 1:3    | 1:1  | 1:1 | 0:0 | 2:1               | 1:4 | 1:1           | 3:1    | 1:1 | 2:1 | 1:1       | 3:1         | 2:0         |         | 1:1     | 1:1 | 1:0 |
| Alacranes de Durango  | 2:3    | 1:3  | 2:3 | 0:0 | 2:2               | 2:2 | 3:5           | 1:2    | 2:2 | 1:3 | 2:0       | 1:2         | 1:0         | 1:0     |         | 1:2 | 4:3 |
| UdeG                  | 1:1    | 1:1  | 0:0 | 0:1 | 1:1               | 0:1 | 1:3           | 2:2    | 1:3 | 0:1 | 0:1       | 1:2         | 0:1         | 0:0     | 1:1     |     | 3:1 |
| Guerreros FC          | 0:0    | 2:1  | 1:3 | 0:1 | 1:0               | 1:0 | 0:0           | 0:2    | 0:0 | 1:2 | 2:0       | 1:2         | 0:2         | 0:0     | 0:1     | 0:1 |     |

## Liguillas der Apertura 2009

### Viertelfinale
Veracruz setzt sich gegen die Dorados aufgrund der in der Liga mehr erzielten Punkte (28 gegenüber 26) durch.
|                    | Gesamt |             | Hinspiel | Rückspiel |
| ------------------ | ------ | ----------- | -------- | --------- |
| Cruz Azul Hidalgo  | 1:3    | Necaxa      | 1:1      | 0:2       |
| Dorados de Sinaloa | 1:1    | CD Veracruz | 1:0      | 0:1       |
| Potros Neza        | 1:3    | Lobos BUAP  | 1:2      | 0:1       |

Superlíder Irapuato kampflos.

### Halbfinale
|             | Gesamt |             | Hinspiel | Rückspiel |
| ----------- | ------ | ----------- | -------- | --------- |
| CD Veracruz | 1:3    | CD Irapuato | 1:0      | 0:3       |
| Necaxa      | 2:0    | Lobos BUAP  | 2:0      | 0:0       |

### Finale
|        | Gesamt |             | Hinspiel | Rückspiel |
| ------ | ------ | ----------- | -------- | --------- |
| Necaxa | 4:3    | CD Irapuato | 1:0      | 3:3 n. V. |

## Liguillas der Clausura 2010

### Viertelfinale
Wie bereits im Halbfinale der Apertura setzt sich Necaxa mit dem Gesamtergebnis von 2:0 gegen die Lobos de la BUAP durch.
|                  | Gesamt |               | Hinspiel | Rückspiel |
| ---------------- | ------ | ------------- | -------- | --------- |
| CF La Piedad     | 2:1    | Pumas Morelos | 0:0      | 2:1       |
| Lobos BUAP       | 0:2    | Necaxa        | 0:0      | 0:2       |
| Correcaminos UAT | 2:3    | Xolos Tijuana | 1:2      | 1:1       |

Superlíder León kampflos.

### Halbfinale
|               | Gesamt |           | Hinspiel | Rückspiel |
| ------------- | ------ | --------- | -------- | --------- |
| CF La Piedad  | 0:7    | Club León | 0:2      | 0:5       |
| Xolos Tijuana | 2:5    | Necaxa    | 0:0      | 2:5       |

### Finale
|        | Gesamt |           | Hinspiel | Rückspiel |
| ------ | ------ | --------- | -------- | --------- |
| Necaxa | 4:2    | Club León | 3:0      | 1:2       |

## Aufstieg
Necaxa gewinnt beide Meisterschaften der Saison 2009/10 und steigt somit direkt in die Primera División auf.